# جولي روسينيول
جولي روسينيول (بالفرنسية: Julie Rossignol)‏ هي لاعبة الاسكواش فرنسية، ولدت في 23 يوليو 1997 في سن جرمن آن له في فرنسا.